# Volovăţ
Volovăţ é uma comuna romena localizada no distrito de Suceava, na região de Bucovina. A comuna possui uma área de 18.70 km² e sua população era de 5101 habitantes segundo o censo de 2007.